# Disputa de Tortosa

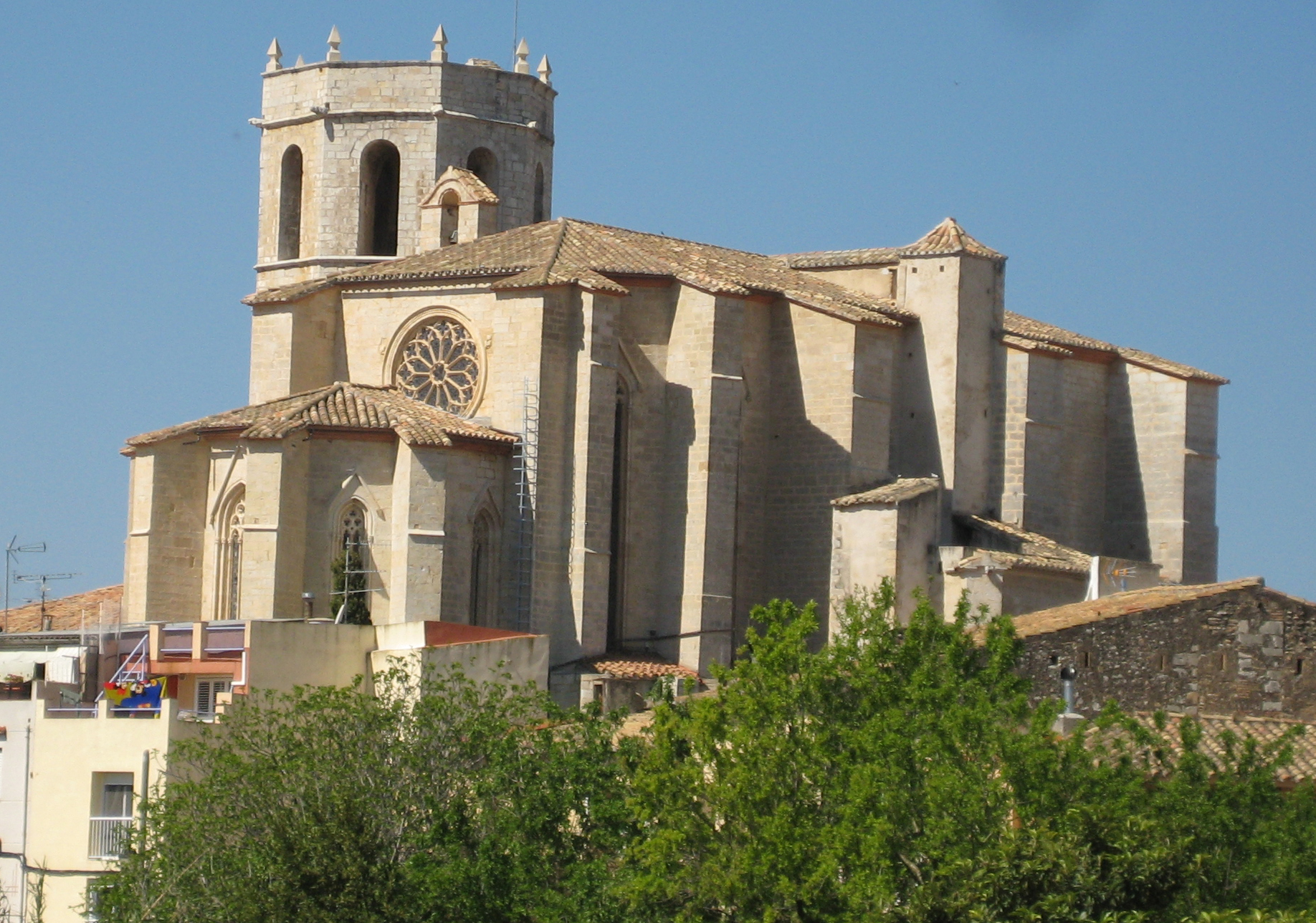
Iglesia Arciprestal de San Mateo, donde finaliza la disputa de Tortosa.

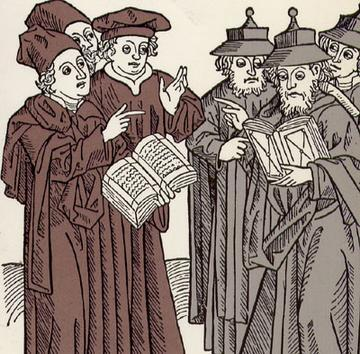
Grabado en madera de Johann von Armssheim (1483) ilustrando una disputa doctrinaria entre judíos y cristianos.

La disputa de Tortosa fue el más importante debate interreligioso entre representantes cristianos conversos y judíos durante la Edad Media en España. El debate no fue estrictamente tal, sino una serie de sesiones de adoctrinamiento religioso con el objetivo de forzar a las autoridades religiosas judías a reconocer "errores" de su religión frente a sus correligionarios y de reconocer que el Antiguo Testamento avalaría que Jesucristo había sido Mesías. Los rabinos debieron asistir a las mismas obligados por la autoridad papal, además de que la presencia de judíos entre el público también fue obligatoria.
Se llevó a cabo en 67 sesiones desde la primera en la localidad de Tortosa, actualmente en la provincia de Tarragona, el 7 de febrero de 1413, hasta las últimas, que se desarrollaron en la localidad de San Mateo, en la actual provincia de Castellón, el 13 de noviembre de 1414.

## El debate

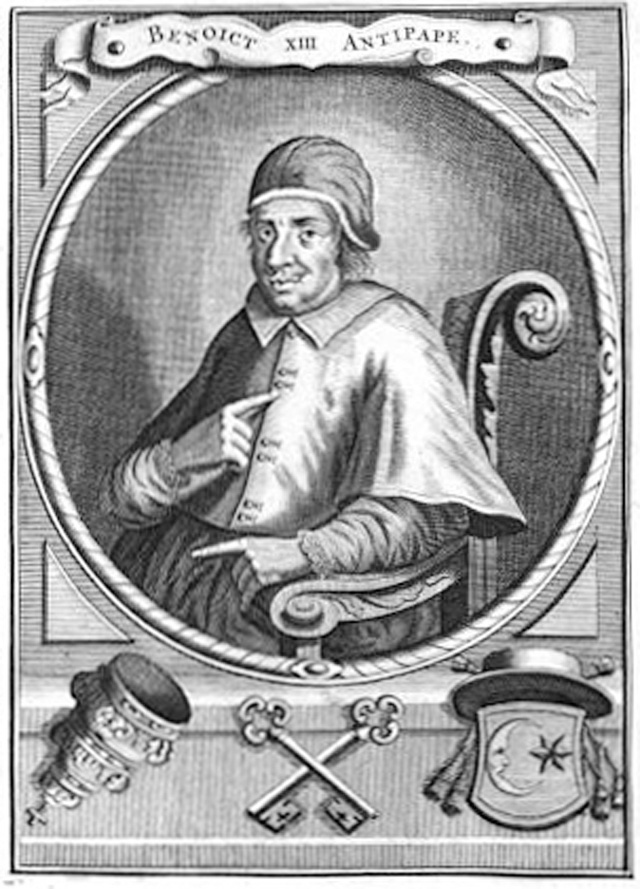
Retrato del papa Benedicto XIII de Aviñón, promotor del debate.

El debate, llevado a cabo a iniciativa del papa Benedicto XIII de Aviñón y en el que llevó la voz cantante del lado cristiano un judeoconverso cuyo nombre cristiano era Jerónimo de Santa Fe, tenía por objeto del mismo el contenido y enseñanza de la literatura rabínica (fundamentalmente del Talmud) y si, efectivamente, Jesús de Nazaret era o no el Mesías.
Al debate llegaron poco más de veinte rabinos de los condados catalanes y el reino de Aragón. Habían acudido obligados por la autoridad papal bajo pena de fuerte multa en caso de no hacerlo a tiempo, y, mientras duró la disputa, debieron defenderse de las acusaciones y amenazas de todo tipo de la parte cristiana.

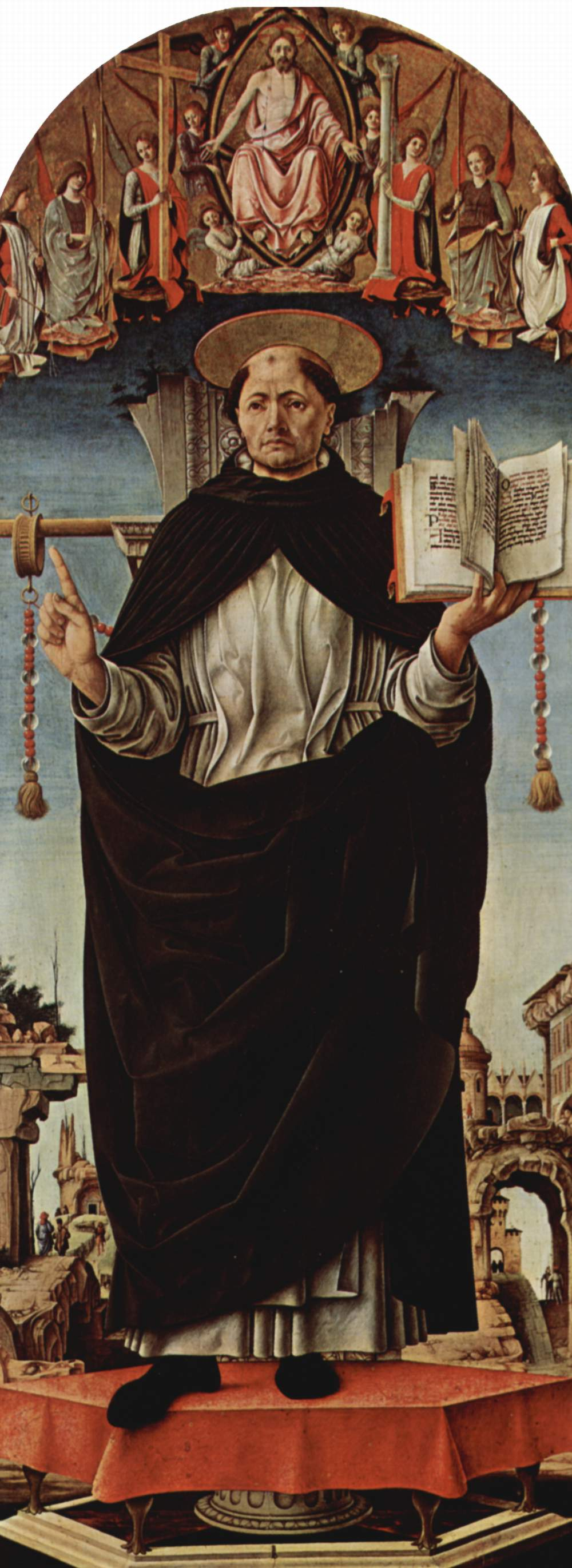
Retrato de San Vicente Ferrer

Esta disputa se desarrolló bajo la sombra de la reciente revuelta antijudía de 1391, iniciada en la judería de Sevilla y extendida a las más importantes ciudades de las coronas de Castilla y de Aragón, en la que murieron miles de judíos y muchos más se vieron obligados a convertirse al cristianismo. En la Corona de Aragón fueron especialmente notables las predicaciones de San Vicente Ferrer y el duro recrudecimiento de las leyes contra los judíos.
Se cree que la lengua empleada fue el aragonés.

## Conclusión y consecuencias
Finalmente, los representantes judíos fueron obligados a firmar un documento en el que "reconocían sus errores" de fe. El papa firma la bula Contra judaeos; los bautismos forzados se multiplicaron por cientos; se firma la bula Etsi Doctoris Gentium que motivó la quema de los libros judíos; los dramas familiares y personales de todo tipo en el campo judío; se produce la separación física de los judíos y los cristianos, especialmente si estos últimos eran conversos. 
La disputa de Tortosa fue el punto culminante del proceso de declive de las comunidades judías en la Corona de Aragón, golpe del cual nunca llegaron a recuperarse.